# Ahmed Fayez Marzouk
Ahmed ou Ahmad Fayz ou Fayaz (bin) Marzouq (né le 6 septembre 1979) est un athlète saoudien, spécialiste du saut en longueur. Il mesure 1,86 m pour 73 kg.

## Palmarès
| Date | Compétition            | Lieu  | Résultat | Marque |
| ---- | ---------------------- | ----- | -------- | ------ |
| 2009 | Championnats panarabes | Damas | 3e       | 7,82 m |
| 2013 | Championnats panarabes | Doha  | 3e       | 7,82 m |

## Meilleures marques
- Longueur : 8,39 m -0.4 1 Lemgo 13 août 2006
- en salle : 7,76 m NJR 	 2 AsC Téhéran	6 fév 2004